# Konrad Farner
Konrad Farner (11 de julio de 1903, Lucerna; † 3 de abril de 1974, Zúrich) fue un histórico del arte, ensayista e intelectual socialista suizo.
Farner era miembro del Partido Comunista Suizo a partir de 1923. Por causa de su posicionamiento político durante la Revolución húngara de 1956 se convirtió en persona non grata. Solo mediante los movimientos estudiantiles de 1968 recuperó su crédito académico, y en 1972 fue encargado de curso en sociología del arte en Zúrich.

## Obra
- Hans Erni. Weg und Zielsetzung des Künstlers. Zürich, Londres 1943

- Christentum und Eigentum bis Thomas von Aquin. Berna: Francke 1947

- Picassos Taube. Dresde 1956

- Wird die moderne Kunst gemanagt? Baden-Badener Kunstgespräche. Agis Verlag Baden Baden 1956

- Fragen und Frager. Christ und Marxist heute. Fladung. Düsseldorf 1958

- Fragen und Frager. Christ und Marxist heute. Düsseldorf 1958

- Die Schweiz. Essay (26 S) und Fotos von Louis Cahans (263 pp.) Dresde: Sachsenverlag 1959

- Farner, Konrad: Gustave Doré. der industrielle Romantiker. Dresde 1962. Múnich: Rogner und Bernhard 1975

- Theologie des Kommunismus. Frankfurt am Main 1969, Zürich: Diogenes 1985

- Farner, Konrad: Der Aufstand der Abstrakt-Konkreten. Neuwied: Luchterhand 1970

- Francisco José de Goya. Richter und Gerichteter. Zürich: Hans-Rudolf Lutz 1970

- Was ist Sozialismus? Was ist Marxismus? Ein Lehrheft. Zürich: Verlagsgenossenschaft 1971. 4ª ed. 1976

- Kunst als Engagement. Darmstadt: Luchterhand 1973 (=Sammlung Luchterhand, 101)

- Für die Erde: geeint – für den Himmel: entzweit. Zum Dialog Christ - Marxist. Neue Aufsätze. Zúrich: Theologischer Verlag 1973

- Konrad-Farner-Lesebuch. Ed. Max Bächlin & Martha Farner. Basel: Lenos 1978.

## Literatura
- Konrad Farner 1903-1974. Drehpunkt Nr. 25 6. Jahrgang 1975

- Kurt Marti: Konrad Farner - eine Schlüsselfigur des christlich-marxistischen Dialogs. in: Konrad Farner 1903-1974. Drehpunkt N.º 25 6. Jahrgang 1975, 20-23

- Judith Giovannelli-Blocher Auf den Spuren von Konrad Farner. In: Neue Wege. Heft 7/8, 1989, pp. 215–224

- Konrad-Farner-Vereinigung (Hg.): Beiträge zu Leben und Werk Konrad Farners. Zúrich 1988

- Die paranoide Angst der Bürger vor dem Marxismus. In: Tages-Anzeiger, 24 de octubre de 2006